# Bergs voetbalkampioenschap 1909/10
In 1909/10 werd het vierde Bergs voetbalkampioenschap gespeeld, dat georganiseerd werd door de West-Duitse voetbalbond. 
BV Solingen 98 werd kampioen en plaatste zich voor de West-Duitse eindronde. De club verloor in de eerste ronde van FC 1894 München-Gladbach met 8:1.

## A-Klasse
| Plaats | Club                    | Wed. | W | G | V | Saldo | Ptn.  |
| ------ | ----------------------- | ---- | - | - | - | ----- | ----- |
| 1.     | BV Solingen 98          | 12   |   |   |   | 42:11 | 22:2  |
| 2.     | FC Solingen 95          | 12   |   |   |   | 33:23 | 13:11 |
| 3.     | FC Germania 1905 Hilden | 12   |   |   |   | 24:27 | 13:11 |
| 4.     | BV Barmen               | 12   |   |   |   | 28:32 | 13:11 |
| 5.     | FC Velbert 1902         | 12   |   |   |   | 13:35 | 11:13 |
| 6.     | FC Hilden 1903          | 12   |   |   |   | 19:26 | 9:15  |
| 7.     | SSV 1904 Elberfeld      | 12   |   |   |   | 9:14  | 3:21  |

|  | Kampioen, geplaatst voor de eindronde |

## B-Klasse
| Plaats | Club                        | Wed.              | W                 | G                 | V                 | Saldo             | Ptn.              |
| ------ | --------------------------- | ----------------- | ----------------- | ----------------- | ----------------- | ----------------- | ----------------- |
| 1.     | Cronenberger SC 02          | 12                |                   |                   |                   | 39:31             | 18:06             |
| 2.     | Remscheider FC 1906         | 12                |                   |                   |                   | 20:16             | 17:07             |
| 3.     | BC Gräfrath 03              | 12                |                   |                   |                   | 29:26             | 16:08             |
| 4.     | FV Borussia 1903 Solingen   | 12                |                   |                   |                   | 27:23             | 11:13             |
| 5.     | FC Barmen                   | 12                |                   |                   |                   | 16:32             | 10:14             |
| 6.     | BV Schlagbaum               | 12                |                   |                   |                   | 36:16             | 06:18             |
| 7.     | BV Germania 1910 Küllenhahn | 12                |                   |                   |                   | 17:40             | 06:18             |
| 8.     | SSV Barmen                  | Gediskwalificeerd | Gediskwalificeerd | Gediskwalificeerd | Gediskwalificeerd | Gediskwalificeerd | Gediskwalificeerd |

|  | Promotie |